# Cees van Oosterhout
Cees van Oosterhout (* 31. August 1930 in Rotterdam; † 7. Juli 2015 in Uithoorn) war ein niederländischer Karambolagespieler und Sportfunktionär.

## Karriere
Van Oosterhout entstammt einer Gastronomenfamilie. Auch in den Niederlanden erlaubten die strengen Jugendschutzgesetze den Zugang zu Gaststätten erst ab 16 Jahren. Der junge Cees war als Eignerssohn davon nicht betroffen und so war es ihm möglich, schon in jungen Jahren sich dem Billardsport zu widmen.
Van Oosterhout galt als Botschafter für Billard in den Niederlanden. In den 1950er Jahren bis 1968 spielte er (fast) alle Arten von Karambolage (außer Kunststoß) und war dabei erfolgreich. Er gewann nationale Titel in allen Varianten, außer im Cadre 47/2. Hans Vultink war dabei sein ärgster Konkurrent. Nach den nationalen Titeln spielte van Oosterhout auch bei internationalen Turnieren und gewann dort ebenfalls Titel. Er wurde zwar dabei nicht Erster, aber er gewann drei 2. Plätze (Einband: 1955 und 1957, Freien Partie: 1957) und zwei 3. Plätze (Cadre 47/2: 1956 und Einband: 1957). Von 1978 bis 1985 übte er sich auch im Billard Artistique (Kunststoß).
Neben dem aktiven Billard übte er auch eine Reihe von Positionen im Bereich Billard aus. Er war technischer Berater der Koninklijke Nederlandse Biljartbond (KNBB) (1962–1963) und Mitglied des Spitzensportkomitees dieses Verbandes (1993). Er schrieb Kolumnen in der Zeitschrift „Biljart“ (1985–1991), kommentierte regelmäßig Fernsehsendungen und reiste als Billardbotschafter unter anderem nach Indonesien, Polen Curaçao und Japan, um für Billard zu werben. 1992 wurde er zum „Ritter des Koninklijke Nederlandse Biljartbond“ (Ehrenmitglied) ernannt. Er war auch international in leitenden Positionen tätig. Von 1989 bis 2001 organisierte er Turniere für die Billiards Worldcup Association (BWA).
Am 15. Juli 1963 übernahm Cees van Oosterhout eine der ältesten Billardfabriken der Niederlande. Er leitete nun neben dem aktiven Spielerleben auch die Billardfabrik Wilhelmina in der „Stadhouderskade 127“ in Amsterdam mit 20 Mitarbeitern. Bei verschiedenen Turnieren spielte er daher auf seinen eigenen Tischen. Bei einem Einbruch im Mai 1965 wurde neben allen Queues und Billarduhren auch seine Pokale und Auszeichnungen gestohlen, darunter auch der „Gerrit-Heese-Pokal“. 1970 rettete van Oosterhout die in Apeldoorn ausgetragene Europameisterschaft, weil sich die Billardspieler über die Qualität der belgischen Billardkugeln beschwerten. Van Oosterhout schlug nach den ersten Spielen vor, deutsche Billardkugeln zu verwenden, damit das Turnier fortgesetzt werden könne. Später stellte er selber in seiner Fabrik diese Bälle her. Als er das Unternehmen verließ, übergab er es an seine drei Söhne.
Der Limburgs Dagblad nannte Cees van Oosterhout auch den  Jan Jongbloed der Billardspieler, da er eine ähnlich lange Erfolgsgeschichte vorweisen kann.

## Erfolge

### International
- Billard-Artistique-Weltmeisterschaft:  1980
- Freie-Partie-Europameisterschaft: 1957/1
- Einband-Europameisterschaft:  1955, 1957  1956
- Cadre-47/2-Europameisterschaft:  1956

Quellen:

### National
- Niederländische Meisterschaft (Freie Partie):  1×
- Niederländische Meisterschaft (Cadre 47/2):  1×
- Niederländische Meisterschaft (Cadre 71/2):  1×
- Niederländische Meisterschaft (Einband):  3×
- Niederländische Meisterschaft (Dreiband):  2×
- Niederländische Meisterschaft (Kunststoß):  3×

Quellen: